# Krzysztof Gojdź
Krzysztof Gojdź (ur. 26 listopada 1972 w Dębnie) – polski lekarz, doktor nauk medycznych i osobowość medialna.

## Młodość
Jest synem Czesława i Danuty Gojdziów. Ma siostrę Agnieszkę. W latach 90. uległ wypadkowi samochodowemu, w którym doznał uszkodzenia wątroby, a w wyniku komplikacji po operacji został wprowadzony w śpiączkę farmakologiczną.
W 1998 ukończył studia na Akademii Medycznej w Warszawie na kierunku lekarskim. W 2000 zdobył tytuł magistra Szkoły Głównej Handlowej na kierunku „zarządzanie i marketing”. Napisał i w 2013 obronił pracę doktorską z zakresu psychiatrii pt. Jakość życia oraz problem wypalenia zawodowego polskich lekarzy, a promotorką była Violetta Skrzypulec-Plinta.

## Kariera
Jest autorem dwóch książek z zakresu medycyny estetycznej: Sekrety medycyny estetycznej (2015) i Twoja twarz, twój charakter (2016). W latach 2016–2017 prowadził program Niezwykłe przypadki medyczne dla TVN Style. 
W 2017 był nominowany do zdobycia statuetki Gwiazda Plejady w kategorii „Gwiazda sieci” podczas Wielkiej Gali Gwiazd Plejady. Zagrał w filmie Botoks w reżyserii Patryka Vegi.
W 2018 brał udział w programie Dancing with the Stars. Taniec z gwiazdami, a honorarium z udziału w programie przeznaczył na cele charytatywne.

## Publikacje
- Krzysztof Gojdź, Magdalena Rigamonti Zatrzymać czas: sekrety medycyny estetycznej, Warszawa, Edipresse Polska, 2015 ISBN 978-83-7945-070-1
- Krzysztof Gojdź Twoja twarz, twój charakter, Warszawa, Edipresse Polska, 2016 ISBN 978-83-7945-419-8